# تنين الجليد
تنين الجليد (بالإنجليزية: The Ice Dragon)‏ هي رواية قصيرة خيالية للأطفال من تأليف جورج ر. ر. مارتن، نُشرت في الأصل عام 1980 في مختارات كتب آيس تنانين النور، كما قامت أليسيا أوستين بعمل الرسوم التوضيحية. تم تضمينها لاحقًا في مجموعة مارتن لعام 1987 صور لأطفاله، كما قاما فال لاكي ليندان ورون ليندان بعمل الرسوم التوضيحية. تمت إعادة صياغة القصة في عام 2007 بعمل فني لـ آن إيفون غيلبرت، ومرة أخرى في عام 2014 بسلسلة من اللوحات الأصلية للويس رويو.
تنين الجليد، في شكل مترجم باسم El dragón de hielo، فازت بجائزة إجنوتوس لعام 2004 في إسبانيا لأفضل قصة قصيرة أجنبية مترجمة؛ وفي عام 2005 تم ترشيحها لجائزة سيون في اليابان للقصة القصيرة المترجمة.

## الحبكة
تدور أحداث الرواية حول قصة فتاة صغيرة تدعى أدارا، التي تصادق تنينًا جليديًا بعد وفاة والدتها.
صرح مارتن أن تنين الجليد لا تدور أحداثه في نفس العالم الذي تدور أحداثه في ويستروس في أغنية الجليد والنار، وعلق قائلاً: «لم يكن عالم الجليد والنار موجودًا عندما كتبت تنين الجليد». على الرغم من ذلك، زعمت العديد من البيانات الصحفية وأغلفة الكتب والتعليقات أن أحداث القصة تدور في نفس العالم.

## الفيلم
في مايو 2018، حصلت مجموعة وارنر للرسوم المتحركة على حقوق إنتاج فيلم رسوم متحركة طويل يعتمد على الكتاب، مع إنتاج مارتن ومديره، فينس جيراديس، كمنتج تنفيذي. في أكتوبر 2022، خلال مقابلة تم بثها مباشرة أدارها المؤلف ديفيد أنتوني دورهام، قال مارتن إن التكييف سيمضي قدمًا مع قيام دورهام بكتابة السيناريو.